# Děkanát Bieruń
Děkanát Bieruń je jedním z 33 katolických děkanátů arcidiecéze katovické v Polsku. Pod jeho administraci patří následující farnosti:
- farnost sv. Barbory v Beruni
- farnost Nejsvětějšího Srdce Ježíšova v Beruni
- farnost sv. Bartoloměje v Beruni
- farnost Narození sv. Jana Křtitele v Bojszowech
- farnost Panny Marie v Bojszowech Nowých
- farnost Nanebevzetí Panny Marie v Międzyrzecze